# Neckar-Odenwald-Kreis
Neckar-Odenwald-Kreis okrug je u njemačkoj pokrajini Baden-Württemberg. Oko 148.763 stanovnika živi u okrugu površine 1126,29 km².

## Gradovi
1. Adelsheim
2. Buchen (Odenwald)
3. Mosbach
4. Osterburken
5. Ravenstein
6. Walldürn

## Vanjske poveznice
- Webstranica okruga  Arhivirana inačica izvorne stranice od 6. lipnja 2012. (Wayback Machine)